# Испытания Аполлона
«Испытания Аполлона» (англ. The Trials of Apollo) — цикл жанра героического подросткового фентези американского писателя Рика Риордана. Является продолжением серии романов Герои Олимпа. События разворачиваются в том же мире, что и другие произведения Риордана, а в сюжете принимают участие персонажи из ранних книг. В дополнении к основной серии были выпущены дополнительные материалы, «По секрету о Лагере Полукровок».
Первая книга цикла, «Тайный оракул», была выпущена 3 мая 2016 года, вторая книга, «Тёмное пророчество», — 2 мая 2017 года, третья книга, «Горящий лабиринт», вышла 1 мая 2018 года. Выход четвёртой книги, «Гробница тирана», состоялся 24 сентября 2019 года. Финальная книга пенталогии, «Башня Нерона», вышла 6 октября 2020 года.

## Синопсис
По сюжету, бог Зевс в качестве наказания превращает своего сына Аполлона в смертного подростка, сбрасывая его с Олимпа в Нью-Йорк. Зевс обвиняет его в поощрении действий его потомка авгура Октавиана, а также за преждевременно раскрытие «Пророчества Семи». Объединившись с полубогом Мэг МакКэффри, Аполлон отправляется в Лагерь Полукровок, где он узнаёт, что ему придётся вернуть контроль над пятью оракулами Древней Греции, чтобы получить прощение от Зевса.

## Романы

### «Тайный оракул»
«Тайный оракул» — первая книга в серии. Повествование разворачивается от лица главного героя, Аполлона, а в заголовках глав используется хайку. Книга была выпущена 5 мая 2016 года.
Книга начинается с того, что Аполлон приземляется в переулке Нью-Йорка в образе смертного 16-летнего подростка по имени Лестер Пападопулос, в наказание за поощрение войны между греческими и римскими полубогами. Он встречает Мэг МакКэффри, бездомную дочь Деметры. Полагая, что ему нужно выполнить лишь несколько простых поручений, чтобы вернуть себе бессмертие, Аполлон и Мэг отправляются в Лагерь Полукровок с помощью Перси Джексона, где они узнают о неисправном состоянии древнегреческих оракулов. Они решают отправиться в поиски по спасению оставшихся оракулов, за счёт чего Аполлон намеревается заслужить прощение Зевса. Также Аполлон узнаёт, что первый оракул, которого он должен спасти, строго охраняется таинственным «Зверем».

### «Тёмное пророчество»
«Тёмное пророчество» — вторая книга в серии. Она вышла 2 мая 2017 года.
Книга продолжает историю Аполлона в качестве смертного подростка Лестера, когда он покидает безопасный Лагерь Полукровок и путешествует по Северной Америке, чтобы защитить оставшихся четырёх оракулов и победить триумвират римских императоров, ставших богами. В этом ему помогают Лео Вальдес, Калипсо и бронзовый дракон Фестус.

### «Горящий лабиринт»
«Горящий лабиринт» — третья книга в серии, вышедшая 1 мая 2018 года. В сопровождении Мэг МакКэффри и сатира Гроувера Ундервуда Аполлон отправляется в Лабиринт, движимый поиском Эритрейской Сивиллы, — следующего оракула, который должен быть спасён. Впоследствии Аполлон также объединяется с Пайпер МакЛин и Джейсоном Грейсом, — персонажами цикла Герои Олимпа.

### «Гробница тирана»
«Гробница тирана» — четвёртая книга в серии. Она вышла 24 сентября 2019 года. История будет разворачиваться в Лагере Юпитера, в области залива Сан-Франциско.

### «Башня Нерона»
«Башня Нерона»[en] — пятая и последняя книга в серии; выпущена 6 октября 2020 года.

### «По секрету о Лагере Полукровок»
2 мая 2017 года была выпущена книга под названием «По секрету о Лагере Полукровок». В неё освещаются факты о лагере греческих полубогов, а также присутствуют глумления над Аполлоном.

## Персонажи
- Аполлон / Лестер Пападопулос — главный герой. Один из двенадцати олимпийцев. Он был изгнан с Олимпа своим отцом Зевсом, который превратил его в смертного подростка после завершения войны с Геей в «Крови Олимпа». Зевс обвиняет его в поощрении действий его потомка авгура Октавиана, а также за преждевременно раскрытие «Пророчества Семи». Лестер — самовлюбленный 16-летний подросток с лишним весом, вьющимися каштановыми волосами, голубыми глазами и прыщами.
- Мэг МакКэффри — 12-летняя дочь Деметры, богини земледелия. Её отец был убит «Зверем», а впоследствии она была усыновлена императором Нероном, не подозревая, что тот и был «Зверем». Она владеет парой серповидных колец, которые могут превратиться в серпы из имперского золота, римского священного металла, подарок от Нерона.
- Персик — карпои (зерновой дух), которого Мэг невольно вызывает после того, как на неё, Лестера и Перси нападают керы, духи болезни. Появляется всякий раз, когда Мэг угрожает опасность.
- Лео Вальдес — сын Гефеста, греческого бога огня и кузни. Вернувшись к жизни в конце «Крови Олимпа», Лео и его девушка Калипсо становятся компаньонами Аполлона в его поиске.
- Калипсо — дочь титана Атласа. Лео освободил её с острова Огигии, после чего вместе с ним она присоединилась к поиску Аполлона. Считалось, что она утратила свои магические способности, но на самом деле они сохранились.
- Гроувер Ундервуд — сатир, повелитель дикой природы. Был вызван Мэг в качестве проводника через Лабиринт.
- Пайпер МакЛин — дочь Афродиты, богини любви. Обладает редким даром очарования. Она и её отец оказались банкротами из-за махинаций «Триумвират Холдингс».
- Джейсон Грейс — сын Юпитера, римского аналога Зевса .